# クリス・ハーマン
クリストファー・ライアン・ハーマン（Christopher Ryan Herrmann、1987年11月24日 - ）は、アメリカ合衆国・テキサス州ハリス郡トムボール出身の元プロ野球選手（捕手、外野手）。右投左打。愛称はハーム・ザ・ウォーム。

## 経歴

### プロ入り前
2008年のMLBドラフト10巡目（全体296位）でボルチモア・オリオールズから指名されるも、入団に至らなかった。アルビン・コミュニティ・カレッジからマイアミ大学へ編入する。

### プロ入りとツインズ時代

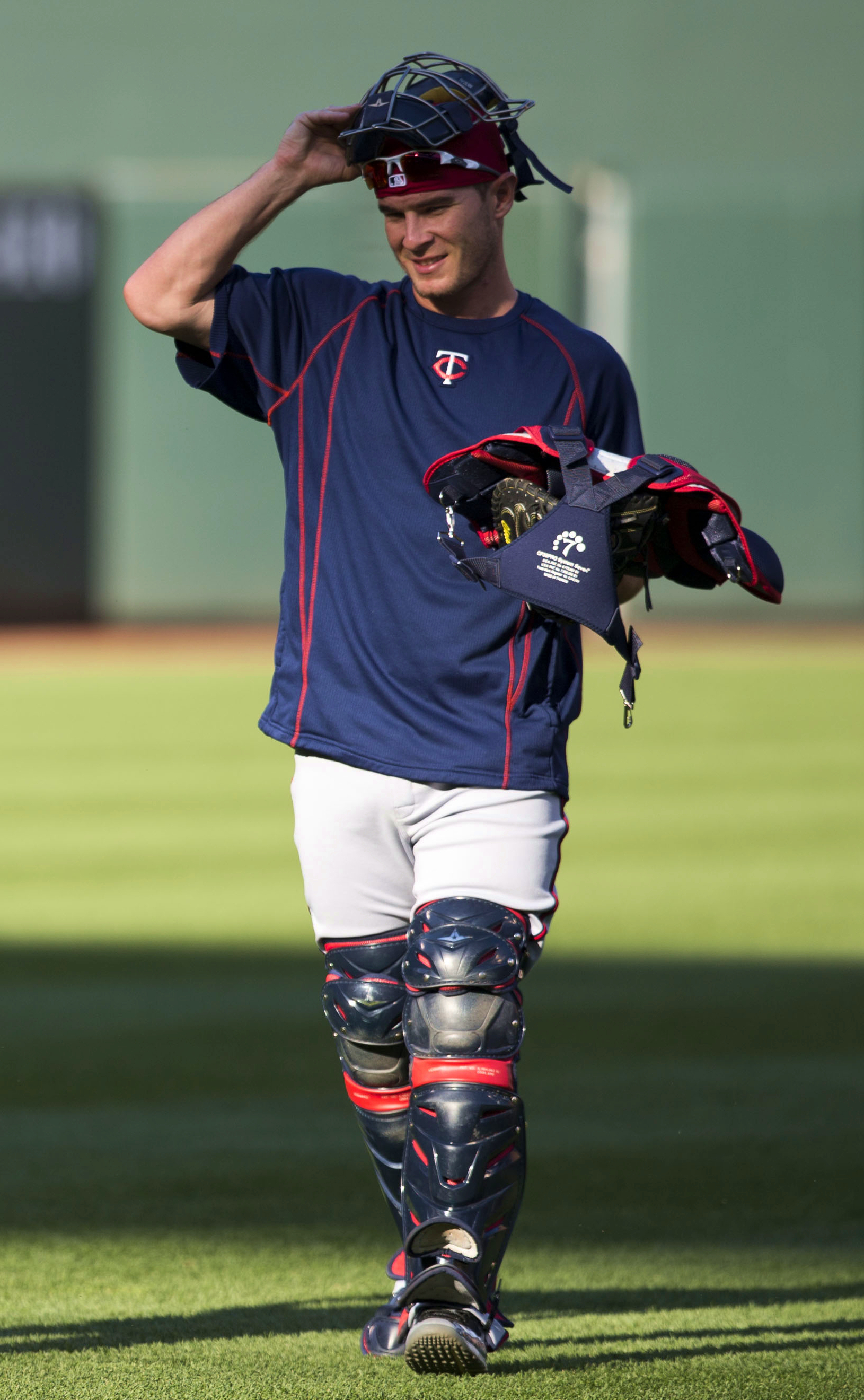
ミネソタ・ツインズ時代
（2015年8月22日）

2009年のMLBドラフト6巡目（全体192位）でミネソタ・ツインズから指名され、プロ入り。
2012年9月14日のシカゴ・ホワイトソックス戦にてメジャーデビュー。メジャーデビューイヤーは、7試合で打率.056だった。守備面では、捕手登録ながら左翼手も2試合守った（捕手は3試合）。
2013年6月2日、シアトル・マリナーズ戦にてジェレミー・ボンダーマンからメジャー初本塁打を放つ。シーズン全体では57試合に出場し、メジャーで一定の機会を得た。打撃面では打率.204、4本塁打、え18打点という成績を記録、守備面では盗塁阻止率35%を記録した。また、この年も右翼手を21試合、左翼を3試合守るなど、外野手として出場する機会もあった。
2014年2月28日にツインズと1年契約に合意した。この年は外野での出場がメインとなり、マスクを被ったのは1試合のみだった。打撃成績では、メジャー初盗塁を決めた。
2015年は控えの捕手としてベンチに座り、45試合（捕手として38試合）に出場した。打率は.146と低調だった。守備面では、盗塁を19回試みられて8回刺し、42%という高い阻止率をマークして強肩をアピールした。

### ダイヤモンドバックス時代
2015年11月10日にダニエル・パルカとのトレードで、アリゾナ・ダイヤモンドバックスへ移籍した。
2016年は56試合に出場して打率.284、6本塁打、28打点、4盗塁を記録した。
2017年は106試合に出場して打率.181、10本塁打、27打点、5盗塁を記録した。
2018年3月25日にDFAとなり、翌26日に自由契約となった。

### マリナーズ時代
2018年4月9日にマリナーズとマイナー契約を結び、傘下のAAA級タコマ・レイニアーズへ配属された。5月27日にメジャー契約を結んでアクティブ・ロースター入りした。この年は36試合に出場して打率.237、2本塁打、7打点を記録した。

### アスレチックス時代
2018年11月2日にウェイバー公示を経てヒューストン・アストロズへ移籍したが、11月30日にノンテンダーFAとなった。12月11日にオークランド・アスレチックスと1年100万ドルの契約を結んだ。
2019年9月10日にDFAとなり、13日に自由契約となった。

### ジャイアンツ傘下時代
2020年1月13日にタンパベイ・レイズとマイナー契約を結び、スプリングトレーニングに招待選手として参加することになった。7月18日に自ら選んで契約を途中で放棄する「オプトアウト」を行使した。7月25日にサンフランシスコ・ジャイアンツとマイナー契約を結んだ。オフの11月2日にFAとなった。

### レッドソックス傘下時代
2021年2月12日にボストン・レッドソックスとマイナー契約を結んだ。オフの11月7日にFAとなった。

### ナショナルズ傘下時代
2022年3月14日にワシントン・ナショナルズとマイナー契約を結び、スプリングトレーニングに招待選手として参加することになった。開幕後ははAAA級ロチェスター・レッドウィングスで28試合に出場したが、打率.173、0本塁打、8打点に終わり、8月9日に自由契約となった。

### 独立リーグ時代
2023年3月22日にリーガ・メヒカーナ・デ・ベイスボル（メキシカンリーグ）のモンクローバ・スティーラーズと契約したが、メキシカンリーグ開幕前の4月18日に北米独立リーグであるアメリカン・アソシエーションのカンザスシティ・モナークスと契約した。ここではシーズン94試合に出場し、打率.355、23本塁打、88打点という好成績を記録した。シーズン終了後にFAとなった。

## 詳細情報

### 年度別打撃成績
| 年 度    | 球 団    | 試 合 | 打 席 | 打 数 | 得 点 | 安 打 | 二 塁 打 | 三 塁 打 | 本 塁 打 | 塁 打 | 打 点 | 盗 塁 | 盗 塁 死 | 犠 打 | 犠 飛 | 四 球 | 敬 遠 | 死 球 | 三 振 | 併 殺 打 | 打 率 | 出 塁 率 | 長 打 率 | O P S |
| -------- | -------- | ----- | ----- | ----- | ----- | ----- | -------- | -------- | -------- | ----- | ----- | ----- | -------- | ----- | ----- | ----- | ----- | ----- | ----- | -------- | ----- | -------- | -------- | ----- |
| 2012     | MIN      | 7     | 19    | 18    | 0     | 1     | 0        | 0        | 0        | 1     | 1     | 0     | 0        | 0     | 0     | 1     | 0     | 0     | 5     | 0        | .056  | .105     | .056     | .161  |
| 2013     | MIN      | 57    | 178   | 157   | 16    | 32    | 7        | 0        | 4        | 51    | 18    | 0     | 1        | 3     | 0     | 18    | 0     | 0     | 49    | 3        | .204  | .286     | .325     | .611  |
| 2014     | MIN      | 33    | 79    | 75    | 8     | 16    | 3        | 0        | 0        | 19    | 4     | 1     | 0        | 0     | 0     | 4     | 0     | 0     | 17    | 2        | .213  | .253     | .253     | .506  |
| 2015     | MIN      | 45    | 113   | 103   | 13    | 15    | 5        | 1        | 2        | 28    | 10    | 0     | 0        | 1     | 0     | 7     | 0     | 2     | 37    | 1        | .146  | .214     | .272     | .486  |
| 2016     | ARI      | 56    | 166   | 148   | 21    | 42    | 5        | 4        | 6        | 73    | 28    | 4     | 0        | 1     | 1     | 16    | 1     | 0     | 44    | 2        | .284  | .352     | .493     | .845  |
| 2017     | ARI      | 106   | 256   | 226   | 35    | 41    | 7        | 0        | 10       | 78    | 27    | 5     | 0        | 0     | 1     | 29    | 0     | 0     | 67    | 1        | .181  | .273     | .345     | .619  |
| 2018     | SEA      | 36    | 87    | 76    | 6     | 18    | 4        | 2        | 2        | 32    | 7     | 0     | 0        | 0     | 1     | 10    | 0     | 0     | 24    | 0        | .237  | .322     | .421     | .743  |
| 2019     | OAK      | 30    | 94    | 84    | 9     | 17    | 3        | 0        | 1        | 23    | 8     | 0     | 0        | 1     | 0     | 9     | 0     | 0     | 29    | 4        | .202  | .280     | .274     | .554  |
| MLB：8年 | MLB：8年 | 370   | 992   | 887   | 108   | 182   | 34       | 7        | 25       | 305   | 103   | 10    | 1        | 6     | 3     | 94    | 1     | 2     | 272   | 13       | .205  | .282     | .344     | .626  |

### 背番号
- 23（2012年）
- 12（2013年 - 2015年）
- 10（2016年 - 2017年）
- 26（2018年）
- 5（2019年）